# Корал (газоконденсатне родовище)
Корал (англ. Coral gas field) — шельфофе газоконденсатне родовище в Індійському океані біля узбережжя Мозамбіку, в басейні Рувума.

## Розвідка
Відкрите 2012 року внаслідок спорудження судном Saipem 10000 свердловини Coral-1, пробуреної в районі з глибиною моря 2261 метр до рівня 4869 метрів нижче морського дна. На своєму шляху вона перетнула газонасичений інтервал у пісковиках еоцену. При цьому Coral-1, закладена за 26 км на південь від свердловини Mamba South-1, виявила новий резервуар, не сполучений з відкритим дещо раніше супергігантським родовищем Просперідад-Мамба.
В кінці того ж року за 15 км на північний захід від Coral-1 спорудили оціночну свердловину Coral-2, закладену в районі з глибиною моря 1950 метрів. Вона досягла рівня 4725 метрів нижче дна та перетнула 140 метрів газонасичених пісковиків, причому підтвердився гідравлічний зв'язок із першою свердловиною.
А вже в лютому 2013-го завершили розташовану за 5 км на південь від Coral-1 оціночну свердловину Coral-3, в якій виявили 117 метрів того ж резервуару еоценового віку.
Після буріння у 2014-му четвертої свердловини ресурси родовища обчислили як 450 млрд м³.

## Розробка
Планується, що родовище стане першим введеним в розробку в ліцензійному блоці 4. Тут за проектом Корал-Соуз (Coral South) буде встановлено плавучий завод з виробництва зрідженого природного газу потужністю 3,3 млн т на рік (4,6 млрд м³). Судно матиме резервуари для зберігання 230 тис. м³ ЗПГ та 50 тис. м³ конденсату. На борту має забезпечуватись проживання 350 осіб з числа обслуговчого персоналу, а тривалість експлуатації без постановки в сухий док визначена 25 років.
Розробка родовища здійснюватиметься за допомогою облаштованих у підводному варіанті шести свердловин. Для їх буріння законтрактували судно Saipem 12000.
Вартість першої фази розробки (Корал-Соуз), яка охопить ресурс у 140 млрд м³, оцінюється у 8 млрд доларів США. Її введення в експлуатацію заплановане на 2020 рік.

## Учасники проекту
Оператором проекту є компанія Eni, яка станом на грудень 2017 року володіє 35,7 % у Eni East Africa (буде перейменована в Mozambique Rovuma Venture). Ще 35,7 % Eni East Africa викупила ExxonMobil, а 28,6 % належать китайській CNPC. При цьому  Eni East Africa володіє часткою 70 % в консорціумі, створеному для розвідки та розробки ліцензійного блоку 4. Ще по 10 % мають південнокорейська Kogas, португальська Galp Energia та місцева Empresa Nacional de Hidrocarbonetos.